# Руакана (водоспад)
Руакана, Рвакана (порт. Quedas do Ruacaná) — водоспад на річці Кунене, у південно-західній Африці.

## Географія
Водоспад Руакана знаходиться в середній течії Кунене, поблизу міста Руакана у північній Намібії. У місці знаходження водоспаду річка Кунене є державним кордоном між Анголою і Намібією.
Висота падіння води становить 124 метра, ширина річки тут (при повені) дорівнює 695 метрам. Вода падає у каньйоні 107 метрів завглибшки та 1067 метрів завширшки.

## Вплив людини
Річка Кунене має різний рівень води в залежності від сезону, тому водоспад можна спостерігати, в сезон дощів — коли відкриті шлюзи ГЕС, а в період посухи, зазвичай з квітня по грудень, Руакана стає декількома непов'язаними струмками або пересихає зовсім
Вода також стримується розташованою вище за течією греблею ГЕС. Побудована в 1970-х роках як частина проекту Кунене, це найбільша електростанція Намібії. Його генератори виробляють велику частину електроенергії Намібії. Гребля призначена не тільки для вироблення електроенергії, але також забезпечує водою для зрошення і санітарних потреб жителів північної Намібії і південної Анголи